# Skalecký háj
Skalecký háj je přírodní rezervace poblíž obce Podbřezí v okrese Rychnov nad Kněžnou. Hlavním předmětem ochrany je zachování a ochrana významného ekosystému s bohatou přirozenou vegetací podorlických stanovišť na vápnitých opukách. Oblast spravuje Krajský úřad Královéhradeckého kraje.

## Území
Území tvoří trojúhelník o stranách zhruba 200 metrů, z jehož spodního rohu, který se dotýká říčky Dědiny, vybíhá úzký pás území o šířce asi 30 m jihovýchodním směrem v délce asi 400 m. Tento pás lemuje v létě vysychající strouhu a na její břeh navazující svažitý terén s výběhy opukového podloží. Jižní strana pásu sousedí s rozoranou nivou Dědiny, na severní vyvýšené straně pásu je intenzivně obdělávané pole. Východní část pásu protíná vedení vysokého napětí s trvalým negativním omezením funkce přírodní rezervace. Horní trojúhelníková část území sousedí se zatravněnými plochami. Do východní části tohoto území vstupuje bezejmenný, meandrující, v létě vysychající potůček, který pokračuje západním směrem. Za hranicí přírodní rezervace se vlévá do Dědiny.

## Flóra
Na území byl zaznamenán kruštík modrofialový (Epipactis purpurata) a silně ohrožený kruštík polabský (Epipactis albensis). Ani jeden z nálezů nebyl v roce 2015 potvrzen. Z ohrožených druhů se zde nachází medovník meduňkolistý (Melittis melissophyllum), bledule jarní (Leucojum vernum), árón plamatý (Arum maculatum) a lilie zlatohlavá (Arum maculatum). Ke vzácnějším rostlinám patří orlíček obecný (Aquilegia vulgaris), zapalice žluťuchovitá (Isopyrum thalictroides), svízel Schultesův (Galium intermedium), prvosenka vyšší (Primula elatior), čarovník prostřední (Circaea intermedia), pitulník žlutý (Galeobdolon luteum), jaterník trojlaločný (Hepatica nobilis) nebo podbílek šupinatý (Lathraea squamaria). Ze vzácných listnáčů je to pak jilm vaz (Ulmus laevis), jilm habrolistý (Ulmus minor) a jilm horský (Ulmus glabra).
Ve stromovém patře převažuje dub letní (Quercus robur) a habr obecný (Carpinus betulus). V menší míře se zde vyskytuje lípa srdčitá (Tilia cordata) a lípa velkolistá (Tilia platyphyllos). Zastoupeny jsou zde též jasan ztepilý (Fraxinus excelsior), již zmíněné jilmy a dále javory − babyka (Acer campestre), klen (Acer pseudoplatanus) a mléč (Acer platanoides). Z jehličnanů jsou to pak smrk (Picea) a modřín (Larix).

## Galerie

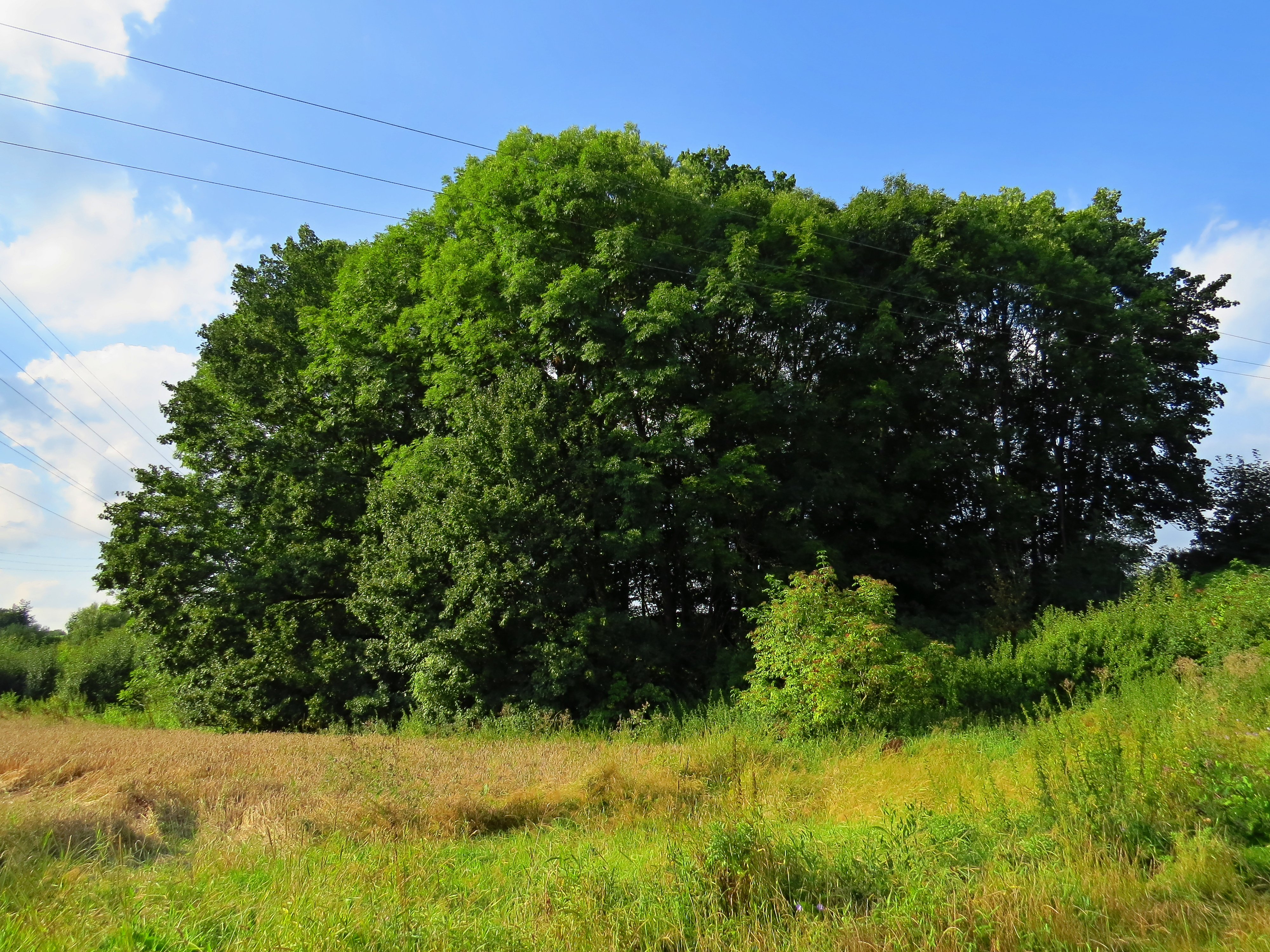
Pohled na lokalitu
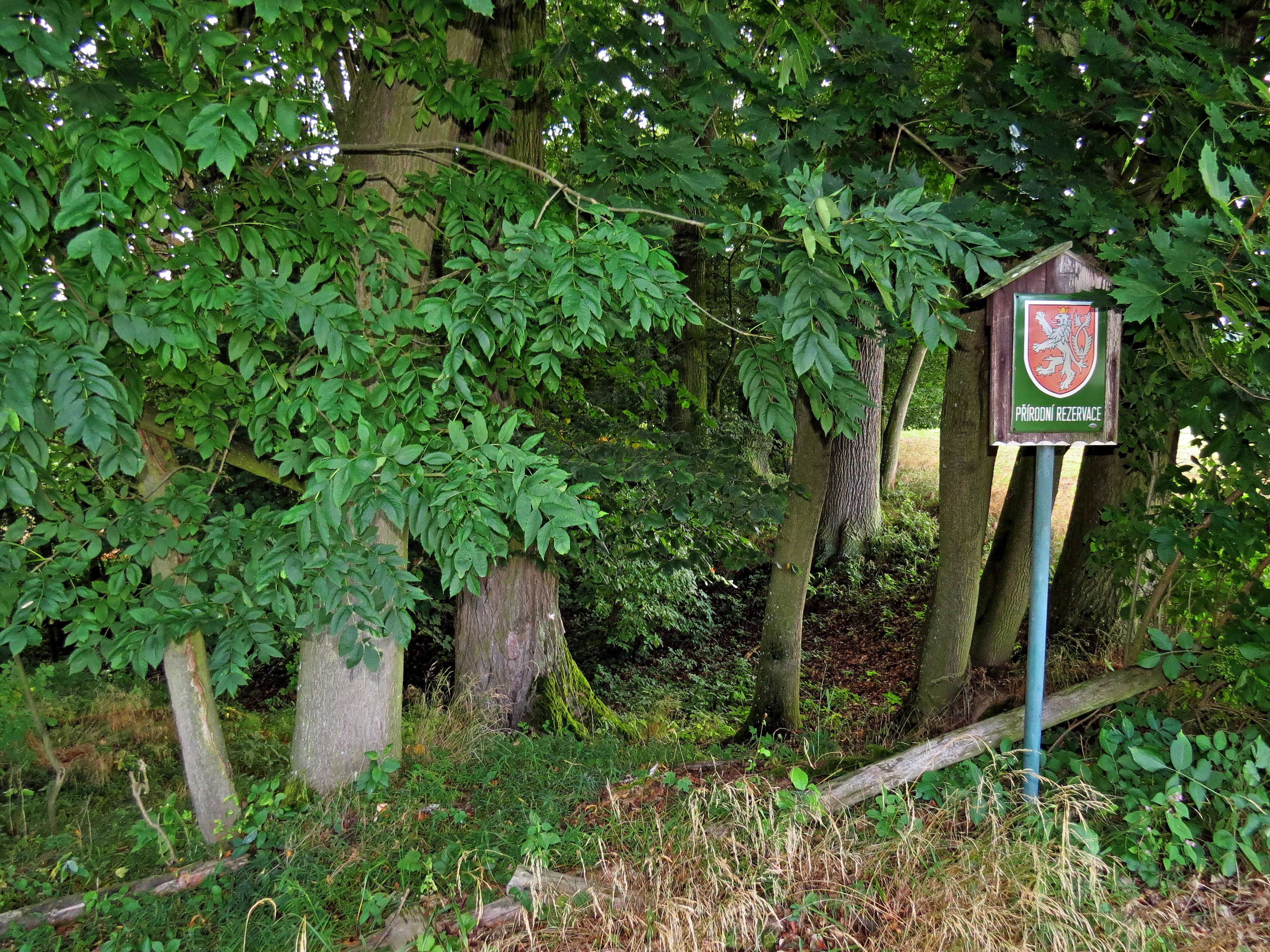
Východní vstup do rezervace
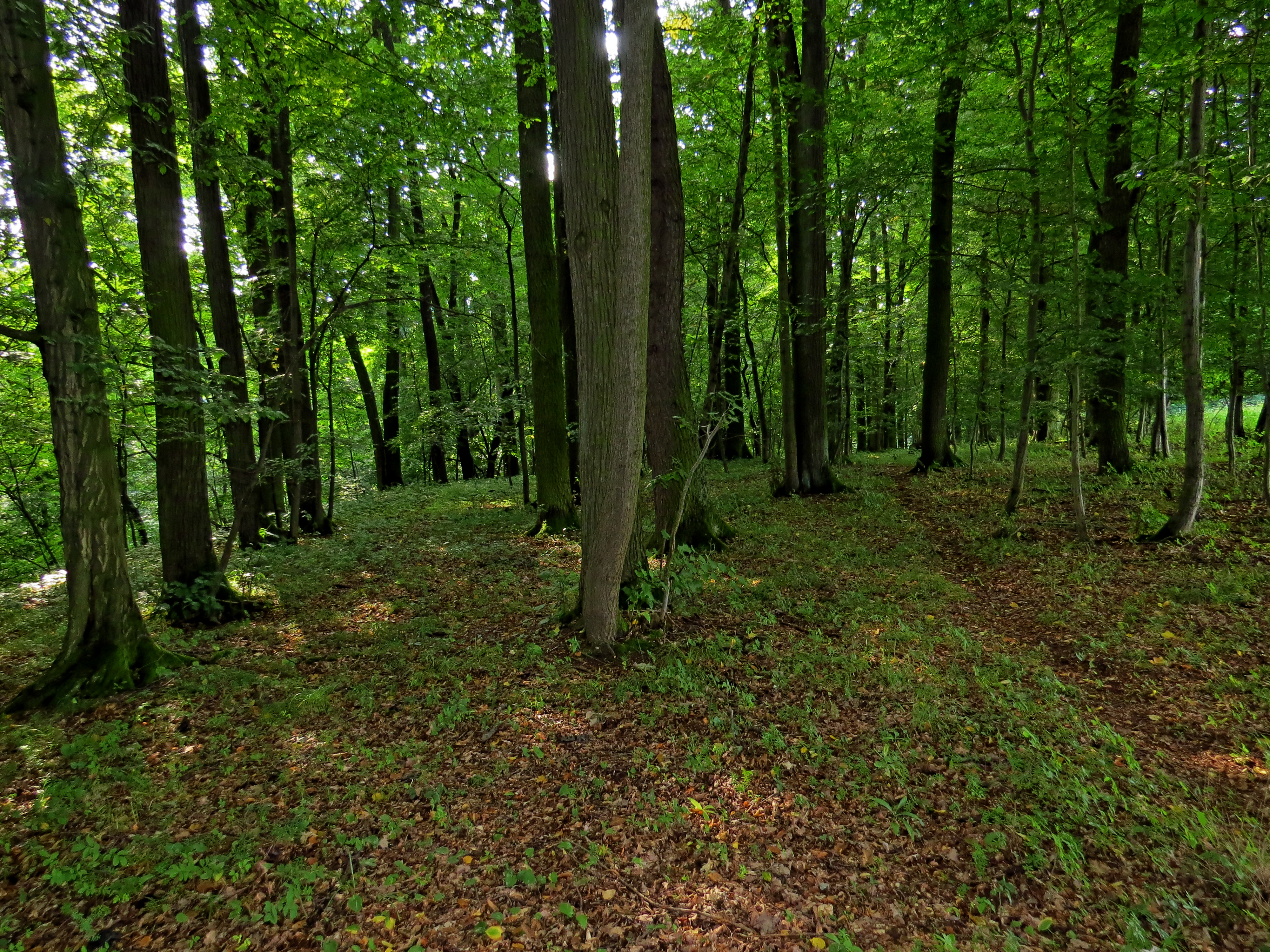
Lesní porost
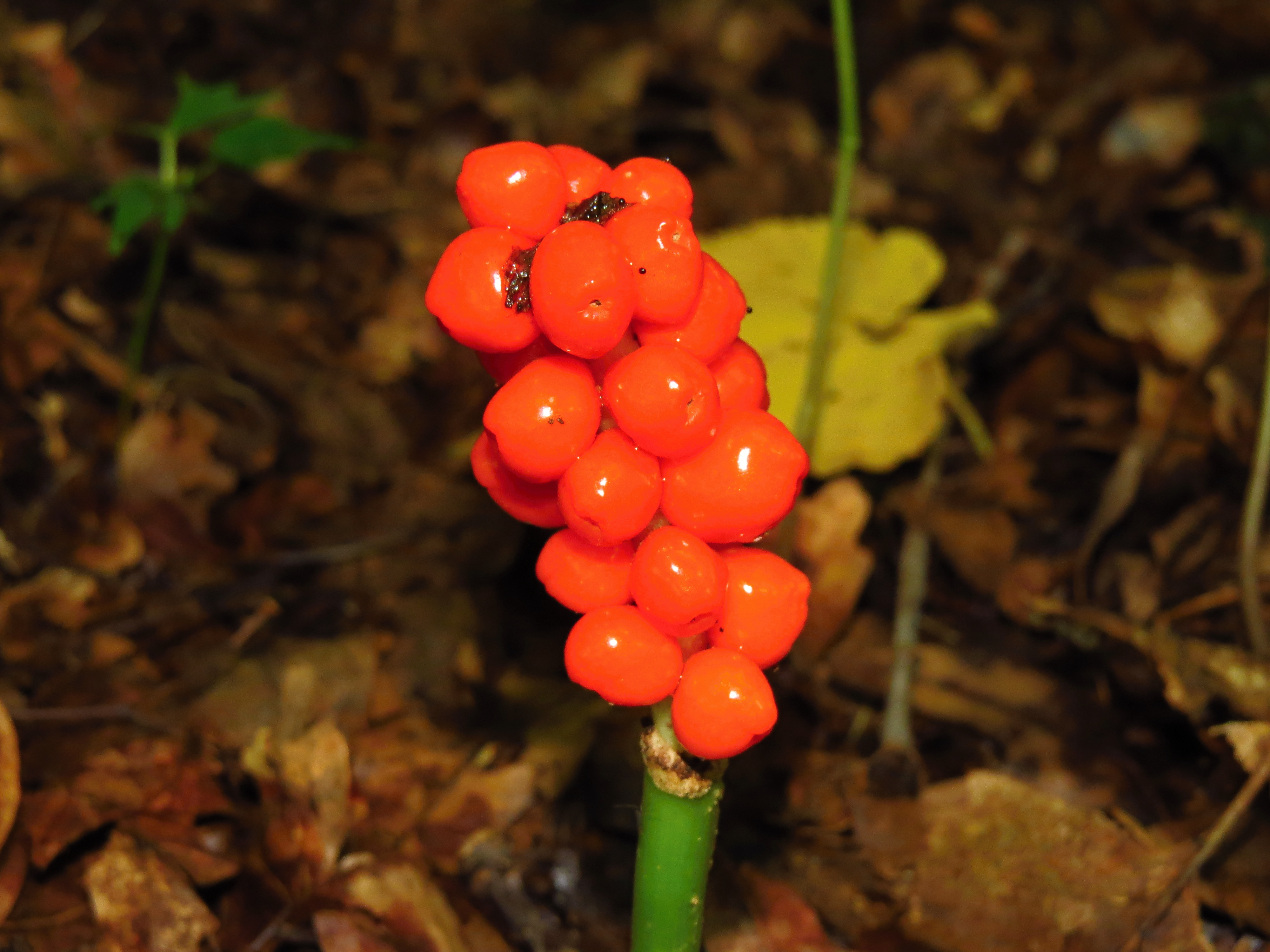
Dozrávající bobule árónu plamatého
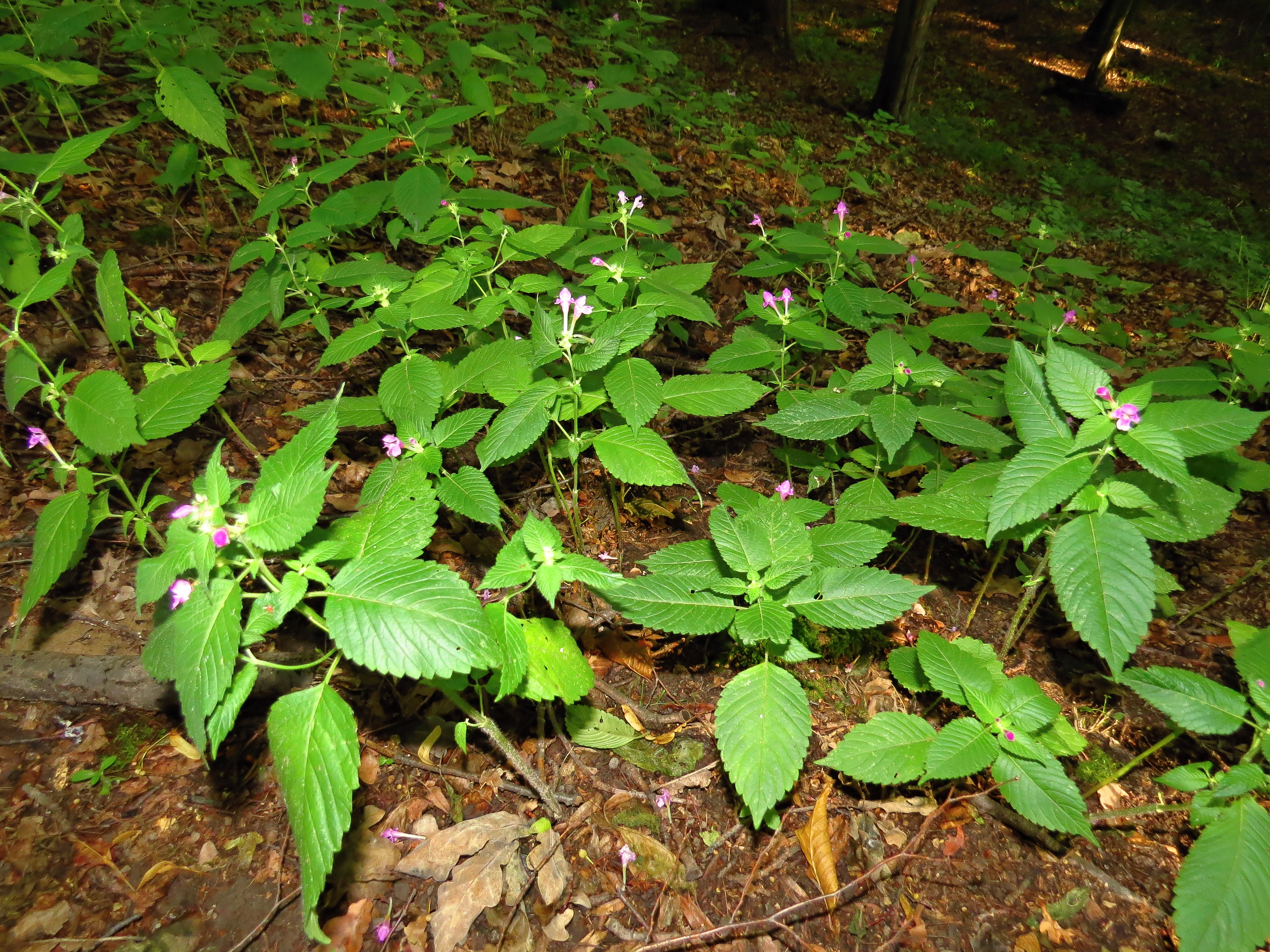
Bylinné patro